# CAR Trophy 2003
Navigation
CAR Trophy 2002 CAR Trophy 2004
Le CAR Trophy 2003 est une compétition organisée par la Confédération africaine de rugby qui oppose les nations africaines de deuxième division du 9 septembre au 12 octobre 2003. La division Nord est remportée par le Cameroun, tandis que le vainqueur de la division Sud est la Zambie.

## Division Nord

### Division Nord A
Le tournoi se déroule à Bamako au Mali du 5 octobre au 10 octobre 2003. 

#### Classement
| Rang | Pays    | J | V | N | D | Pm | Pe | Diff | Pts |
| ---- | ------- | - | - | - | - | -- | -- | ---- | --- |
| 1    | Mali    | 3 | 3 | 0 | 0 | 0  | 0  | 0    | 12  |
| 2    | Nigeria | 3 | 2 | 0 | 1 | 0  | 0  | 0    | 8   |
| 3    | Sénégal | 3 | 1 | 0 | 2 | 0  | 0  | 0    | 4   |
| 4    | Bénin   | 3 | 0 | 0 | 3 | 0  | 0  | 0    | 0   |

|  | Qualifié pour la finale (no 1). |

#### Détail des résultats
| 5 octobre 2003 | Mali | 56 – 0 | Bénin | Bamako |
| 5 octobre 2003 |      |        |       | Bamako |
| 5 octobre 2003 |      |        |       | Bamako |

| 5 octobre 2003 | Nigeria | 8 – 6 | Sénégal | Bamako |
| 5 octobre 2003 |         |       |         | Bamako |
| 5 octobre 2003 |         |       |         | Bamako |

| 8 octobre 2003 | Sénégal | 25 – 6 | Bénin | Bamako |
| 8 octobre 2003 |         |        |       | Bamako |
| 8 octobre 2003 |         |        |       | Bamako |

| 8 octobre 2003 | Mali | 25 – 18 | Nigeria | Bamako |
| 8 octobre 2003 |      |         |         | Bamako |
| 8 octobre 2003 |      |         |         | Bamako |

| 10 octobre 2003 | Nigeria | 51 – 0 | Bénin | Bamako |
| 10 octobre 2003 |         |        |       | Bamako |
| 10 octobre 2003 |         |        |       | Bamako |

| 10 octobre 2003 | Mali | 17 – 6 | Sénégal | Bamako |
| 10 octobre 2003 |      |        |         | Bamako |
| 10 octobre 2003 |      |        |         | Bamako |

### Division Nord B
Le tournoi se déroule également à Bamako aux mêmes dates.

#### Classement
| Rang | Pays       | J | V | N | D | Pm | Pe | Diff | Pts |
| ---- | ---------- | - | - | - | - | -- | -- | ---- | --- |
| 1    | Cameroun   | 3 | 3 | 0 | 0 | 0  | 0  | 0    | 12  |
| 2    | Ghana      | 3 | 2 | 0 | 1 | 0  | 0  | 0    | 8   |
| 3    | Togo       | 3 | 1 | 0 | 2 | 0  | 0  | 0    | 4   |
| 4    | Mauritanie | 3 | 0 | 0 | 3 | 0  | 0  | 0    | 0   |

|  | Qualifié pour la finale (no 1). |

#### Détail des résultats
| 5 octobre 2003 | Cameroun | 80 – 3 | Togo | Bamako |
| 5 octobre 2003 |          |        |      | Bamako |
| 5 octobre 2003 |          |        |      | Bamako |

| 5 octobre 2003 | Ghana | 29 – 8 | Mauritanie | Bamako |
| 5 octobre 2003 |       |        |            | Bamako |
| 5 octobre 2003 |       |        |            | Bamako |

| 8 octobre 2003 | Cameroun | 40 – 3 | Ghana | Bamako |
| 8 octobre 2003 |          |        |       | Bamako |
| 8 octobre 2003 |          |        |       | Bamako |

| 8 octobre 2003 | Togo | 16 – 7 | Mauritanie | Bamako |
| 8 octobre 2003 |      |        |            | Bamako |
| 8 octobre 2003 |      |        |            | Bamako |

| 10 octobre 2003 | Cameroun | 81 – 0 | Mauritanie | Bamako |
| 10 octobre 2003 |          |        |            | Bamako |
| 10 octobre 2003 |          |        |            | Bamako |

| 10 octobre 2003 | Ghana | 14 – 9 | Togo | Bamako |
| 10 octobre 2003 |       |        |      | Bamako |
| 10 octobre 2003 |       |        |      | Bamako |

### Matchs de classement

#### Match pour la septième place
| 12 octobre 2003 | Bénin | 6 – 0 | Mauritanie | Bamako |
| 12 octobre 2003 |       |       |            | Bamako |
| 12 octobre 2003 |       |       |            | Bamako |

#### Match pour la cinquième place
| 12 octobre 2003 | Sénégal | 8 – 6 | Togo | Bamako |
| 12 octobre 2003 |         |       |      | Bamako |
| 12 octobre 2003 |         |       |      | Bamako |

#### Match pour la troisième place
| 12 octobre 2003 | Nigeria | 29 – 3 | Ghana | Bamako |
| 12 octobre 2003 |         |        |       | Bamako |
| 12 octobre 2003 |         |        |       | Bamako |

#### Finale
| 12 octobre 2003 | Cameroun | 49 – 0 | Mali | Bamako |
| 12 octobre 2003 |          |        |      | Bamako |
| 12 octobre 2003 |          |        |      | Bamako |

## Division Sud
Le tournoi se déroule à Lusaka en Zambie du 9 septembre au 13 septembre 2003. 

### Phase finale

#### Tableau
|  | Demi-finales             | Demi-finales            |                        |     | Finale                   | Finale                   |
|  | Demi-finales             | Demi-finales            |                        |     | Finale                   | Finale                   |
|  |                          |                         |                        |     |                          |                          |
|  | le 9 septembre à Lusaka  | le 9 septembre à Lusaka |                        |     | le 11 septembre à Lusaka | le 11 septembre à Lusaka |
|  | le 9 septembre à Lusaka  | le 9 septembre à Lusaka |                        |     | le 11 septembre à Lusaka | le 11 septembre à Lusaka |
|  | Zambie                   | 107                     |                        |     | le 11 septembre à Lusaka | le 11 septembre à Lusaka |
|  | Zambie                   | 107                     |                        |     | le 11 septembre à Lusaka | le 11 septembre à Lusaka |
|  | Rwanda                   | 9                       |                        |     | le 11 septembre à Lusaka | le 11 septembre à Lusaka |
|  | Rwanda                   | 9                       | Zambie                 | 44  |                          |                          |
|  | le 9 septembre à Lusaka  |                         | Zambie                 | 44  |                          |                          |
|  |                          | Ouganda A               | 17                     |     |                          |                          |
|  | Ouganda A                | Ouganda A               | 17                     | 100 |                          |                          |
|  | Ouganda A                |                         |                        | 100 |                          |                          |
|  | Burundi                  | 3                       |                        |     |                          |                          |
|  | Burundi                  | 3                       | Match pour la 3e place |     |                          |                          |
|  |                          |                         |                        |     |                          |                          |
|  | le 11 septembre à Lusaka |                         |                        |     |                          |                          |
|  |                          |                         |                        |     |                          |                          |
|  | Rwanda                   | 18                      |                        |     |                          |                          |
|  | Rwanda                   | 18                      |                        |     |                          |                          |
|  | Burundi                  | 5                       |                        |     |                          |                          |
|  | Burundi                  | 5                       |                        |     |                          |                          |

#### Demi-finales
| 9 septembre 2003 | Zambie | 107 – 9 | Rwanda | Lusaka |
| 9 septembre 2003 |        |         |        | Lusaka |
| 9 septembre 2003 |        |         |        | Lusaka |

| 9 septembre 2003 | Ouganda A | 100 – 0 | Burundi | Lusaka |
| 9 septembre 2003 |           |         |         | Lusaka |
| 9 septembre 2003 |           |         |         | Lusaka |

#### Finale
| 13 septembre 2003 | Zambie | 27 – 13 | Ouganda A | Lusaka |
| 13 septembre 2003 |        |         |           | Lusaka |
| 13 septembre 2003 |        |         |           | Lusaka |

## Finale
| 20 décembre 2003 | Cameroun | 17 – 13 | Zambie | Chingola |
| 20 décembre 2003 |          |         |        | Chingola |
| 20 décembre 2003 |          |         |        | Chingola |